# Amylonotus tenuis
Amylonotus tenuis är en svampart som beskrevs av G.Y. Zheng & Z.S. Bi 1987. Amylonotus tenuis ingår i släktet Amylonotus och familjen Auriscalpiaceae.   Inga underarter finns listade i Catalogue of Life.